# K. R. T. Wasitodiningrat

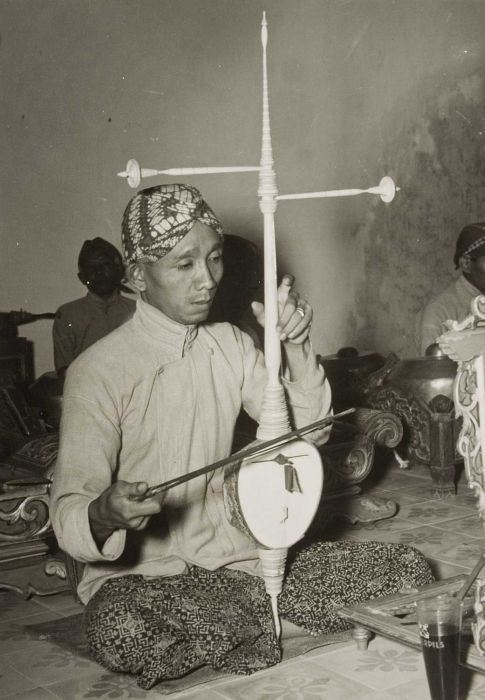
K. R. T. Wasitodiningrat

K. R. T. Wasitodiningrat (Pak Cocro, * 17. März 1909 in Gunung Ketur, Yogyakarta; † 30. August 2007 in Yogyakarta) war ein indonesischer Rebab-Spieler im höfischen Orchester (Gamelan).

## Leben und Wirken
Wasitodiningrat wurde als Cokrowasito (Tjokrowasito) geboren, wovon der Name Pak Cokro abgeleitet ist, unter dem er in den USA bekannt wurde. Seit den 1960er-Jahren hieß er K. R. T. Wasitodipuro (Kanjeng Raden Tumenggung Wasitodipuro), später erhielt er den Ehrennamen K. R. T. Wasitodiningrat. Nachdem er 2001 als legitimer Sohn von Paku Alam VII. (und Halbbruder von Paku Alam VIII.) anerkannt worden war, hieß er K. P. H. Notoprojo (Kanjeng Pangeran Haryo Notoprojo).
Wasitodiningrat hatte ersten Unterricht bei seinem Vater R. W. Padmowinangum, der die  Karawitan-Gruppe Puro Pakualaman leitete. Er erlernte neben dem Karawitan, dem Gesang zur Begleitung eine Gamelan-Orchesters, auch die klassischen höfischen Tänze. In den 1930er-Jahren gründete er eine eigene Karawitan-Gruppe namens Mardiwiromo, mit der er auch außerhalb Yogyakartas bekannt wurde.
Er wirkte dann am Karawitan-Seminar im Puro Mangkunagaran in Surakarta, arbeitete beim indonesischen Rundfunk und unterrichtete Karawitan, Komposition und Tanz. Seit 1953 unterrichtete er Karawitan in den USA, verschiedenen Ländern Europas, in Ägypten, Äthiopien und Chile.
1970 ließ er sich in den USA nieder, wo er bis 1992 am California Institute of the Arts, der San Diego State University und der Berkeley State University unterrichtete. 1997 kehrte er nach Yogyakarta zurück, wo er sich weiter der Förderung des Karawitan und Gamelan widmete. Er komponierte mehr als zweihundert Gamelan-Werke.